# Kyllinga brevifolia
Kyllinga brevifolia är en halvgräsart som beskrevs av Christen Friis Rottbøll. Kyllinga brevifolia ingår i släktet Kyllinga och familjen halvgräs.

## Underarter
Arten delas in i följande underarter:
- K. b. brevifolia
- K. b. lurida
- K. b. stellulata

## Bildgalleri

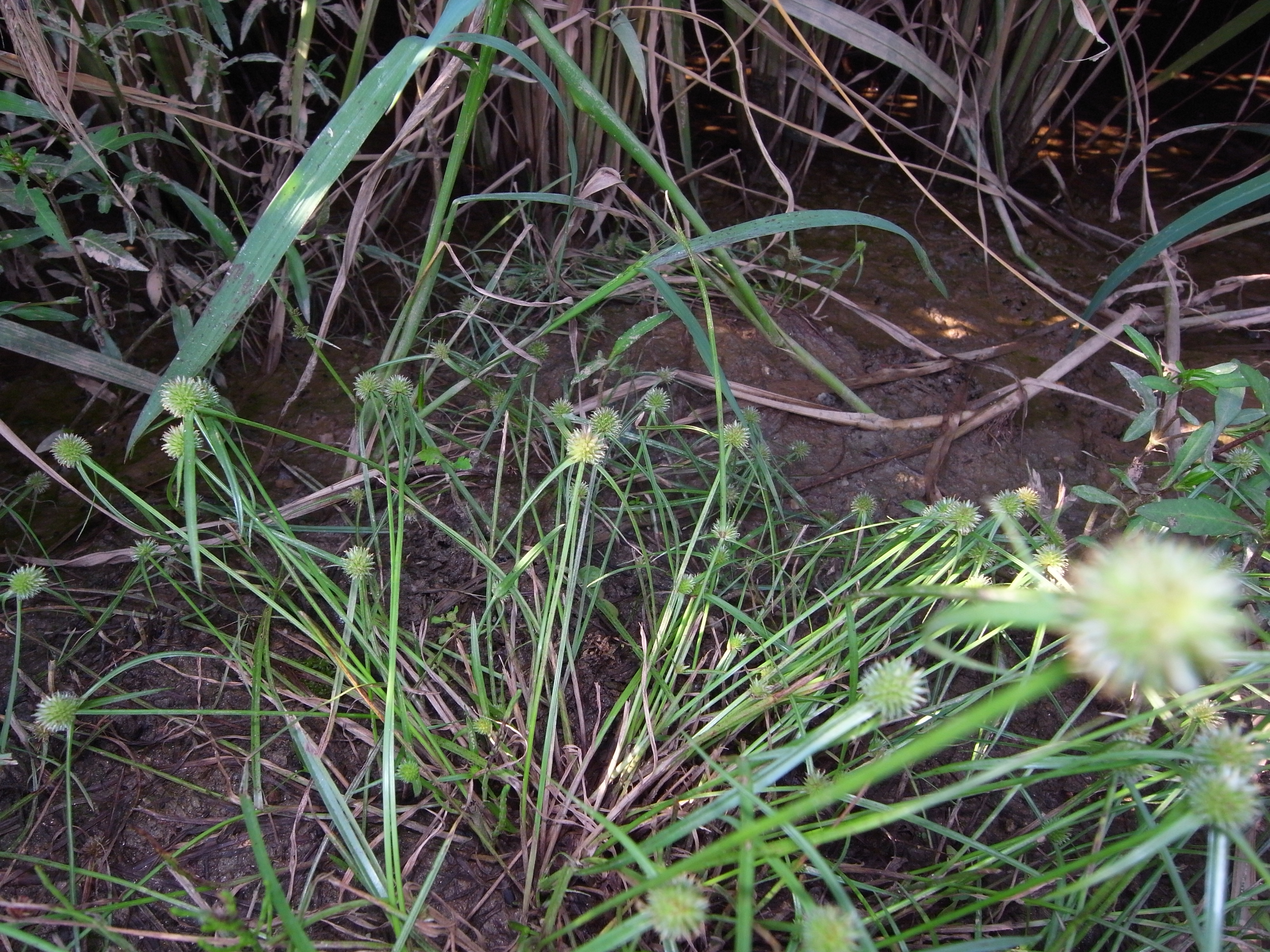
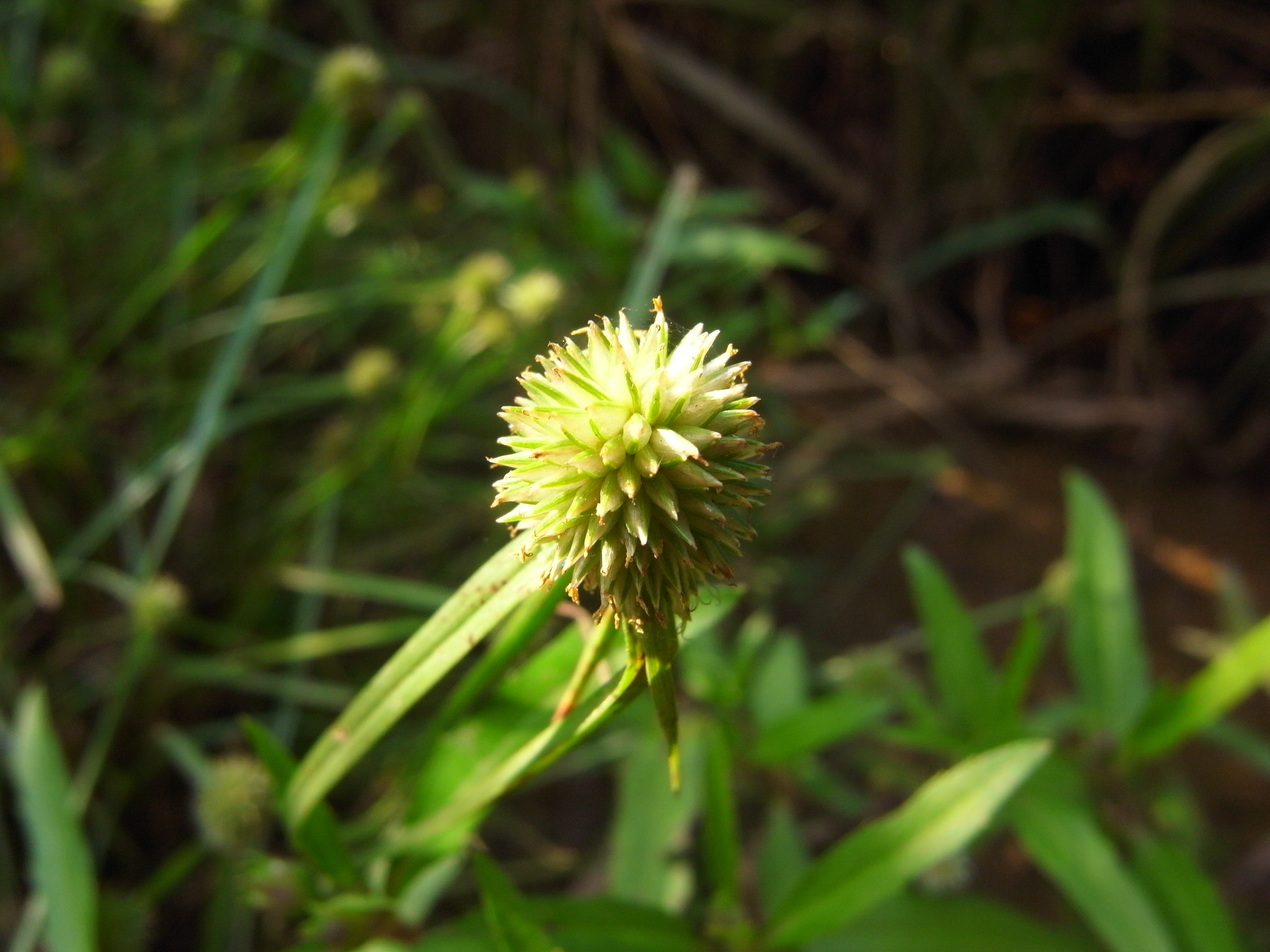
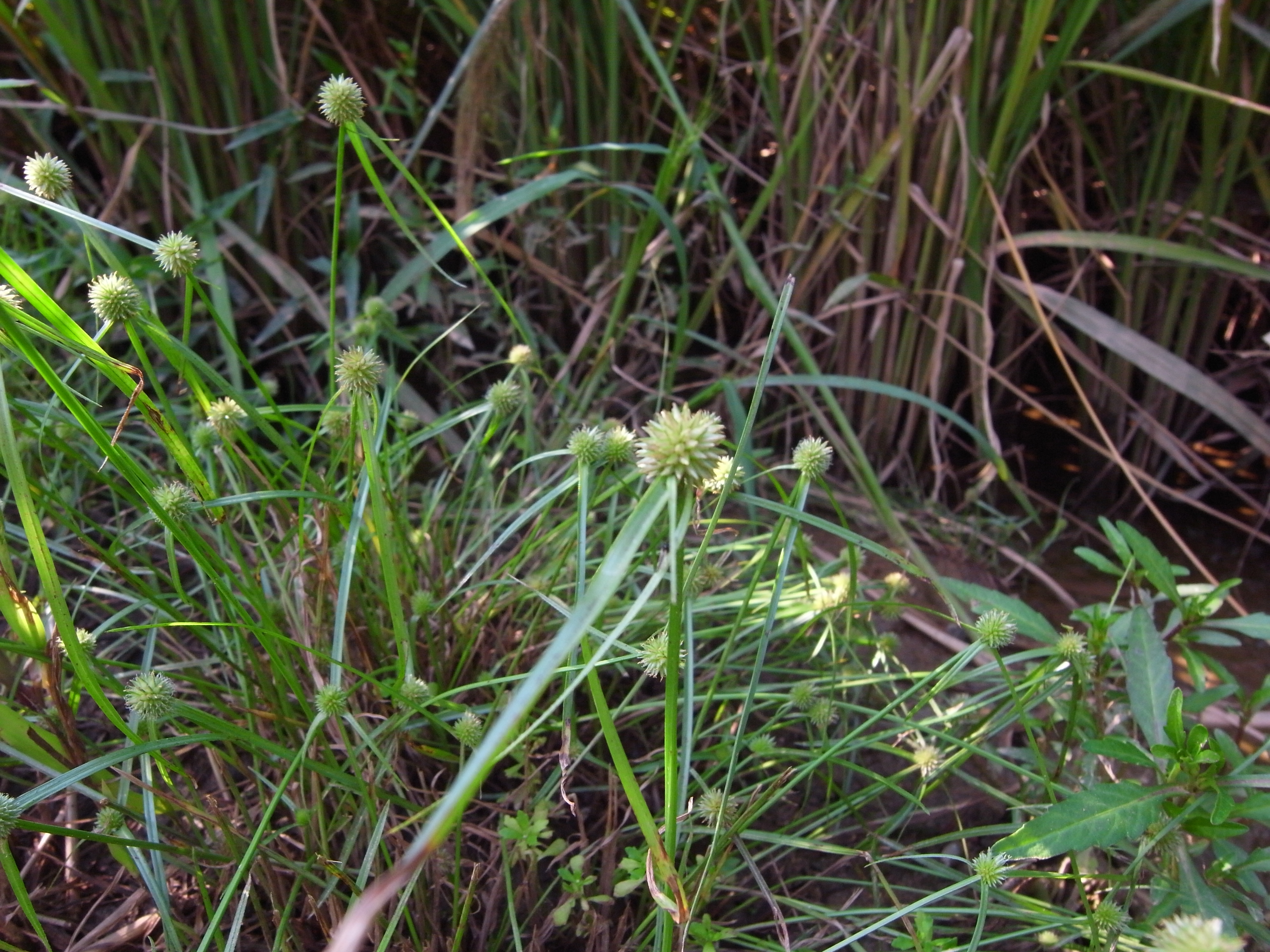
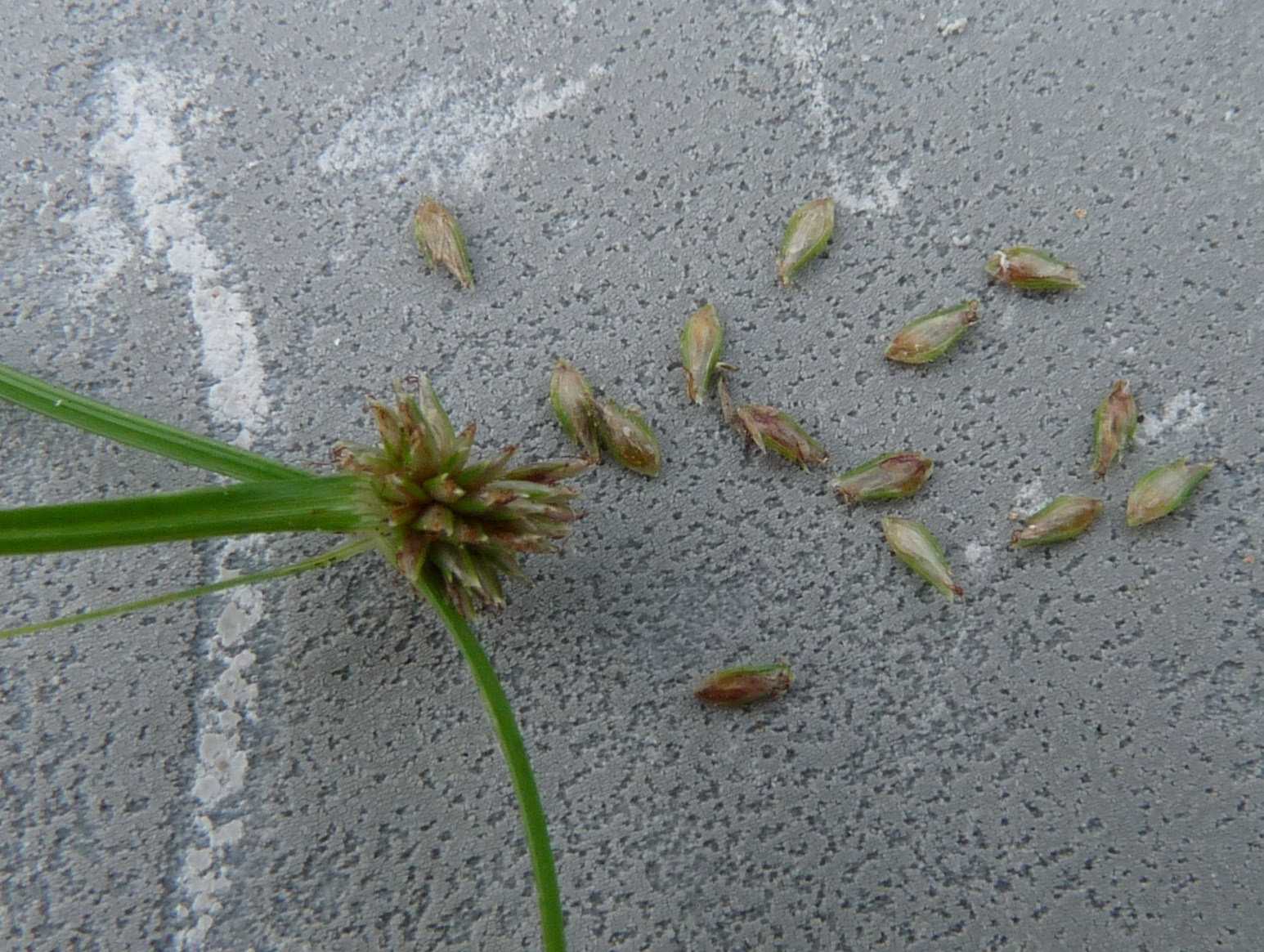
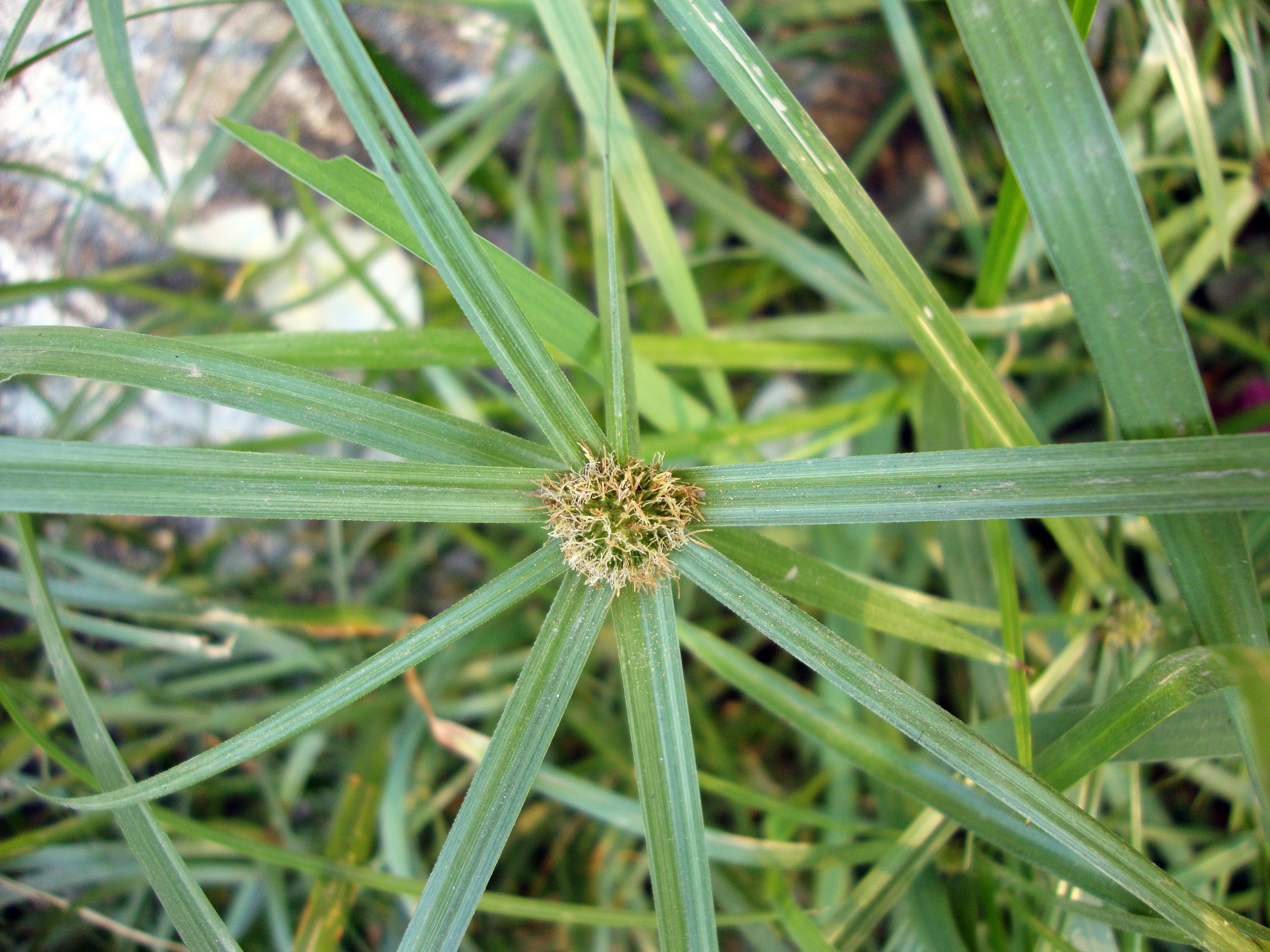